# Чарти (Мінська область)
Чарти (біл. вёска Чарты) — село в складі Молодечненського району Мінської області, Білорусь. Село підпорядковане Чистинській сільській раді, розташоване в західній частині області.
Українською та російською мовами назва села відповідає словам рубіж або вузька смуга чи лінія.

## Історія
З 1793 після другого розділу Речі Посполитої Чарти, як і вся Вілейщина, входила до складу Російської імперії, був утворений Вілейський повіт у складі спочатку Мінської губернії, а з 1843 - Віленської губернії.
У 1921–1945 роках маєток знаходилось у Польщі, у Вільнюськім воєводстві, Вілейського повіту, у гміні Костеневичі.

## Населення
- 1921 рік — 161 людини, 27 будинків[2]
- 1931 рік — 177 людини, 30 будинків[3].